# Jardim de Piranhas (ort)
Jardim de Piranhas är en ort i Brasilien.   Den ligger i kommunen Jardim de Piranhas och delstaten Rio Grande do Norte, i den östra delen av landet, 1 600 km nordost om huvudstaden Brasília. Jardim de Piranhas ligger 143 meter över havet och antalet invånare är 10 935.
Terrängen runt Jardim de Piranhas är platt, och sluttar norrut. Närmaste större samhälle är Brejo do Cruz, 16,5 km väster om Jardim de Piranhas.
Omgivningarna runt Jardim de Piranhas är huvudsakligen savann. Runt Jardim de Piranhas är det ganska glesbefolkat, med 30 invånare per kvadratkilometer.